# Белтрамі (Міннесота)
Белтрамі (англ. Beltrami) — місто (англ. city) в США, в окрузі Полк штату Міннесота. Населення — 88 осіб (2020).

## Географія
Белтрамі розташоване за координатами 47°32′33″ пн. ш. 96°31′37″ зх. д. / 47.54250° пн. ш. 96.52694° зх. д. (47.542531, -96.527063).  За даними Бюро перепису населення США в 2010 році місто мало площу 5,17 км², уся площа — суходіл.

## Демографія
Згідно з переписом 2010 року, у місті мешкало 107 осіб у 42 домогосподарствах у складі 32 родин. Густота населення становила 21 особа/км².  Було 45 помешкань (9/км²).
Расовий склад населення:
| - 100,0 % — білих |

До двох чи більше рас належало 0,0 %. Частка іспаномовних становила 0,0 % від усіх жителів.
За віковим діапазоном населення розподілялося таким чином: 24,3 % — особи молодші 18 років, 55,1 % — особи у віці 18—64 років, 20,6 % — особи у віці 65 років та старші. Медіана віку мешканця становила 47,1 року. На 100 осіб жіночої статі у місті припадало 87,7 чоловіків;  на 100 жінок у віці від 18 років та старших — 88,4 чоловіків також старших 18 років.
Середній дохід на одне домашнє господарство  становив 57 996 доларів США (медіана — 56 250), а середній дохід на одну сім'ю — 68 495 доларів (медіана — 77 667). За межею бідності перебувало 7,5 % осіб, у тому числі 4,3 % дітей у віці до 18 років та 0,0 % осіб у віці 65 років та старших.
Цивільне працевлаштоване населення становило 82 особи. Основні галузі зайнятості: освіта, охорона здоров'я та соціальна допомога — 29,3 %, оптова торгівля — 20,7 %, роздрібна торгівля — 9,8 %, транспорт — 8,5 %.